# Societatea Astronomică din Franța

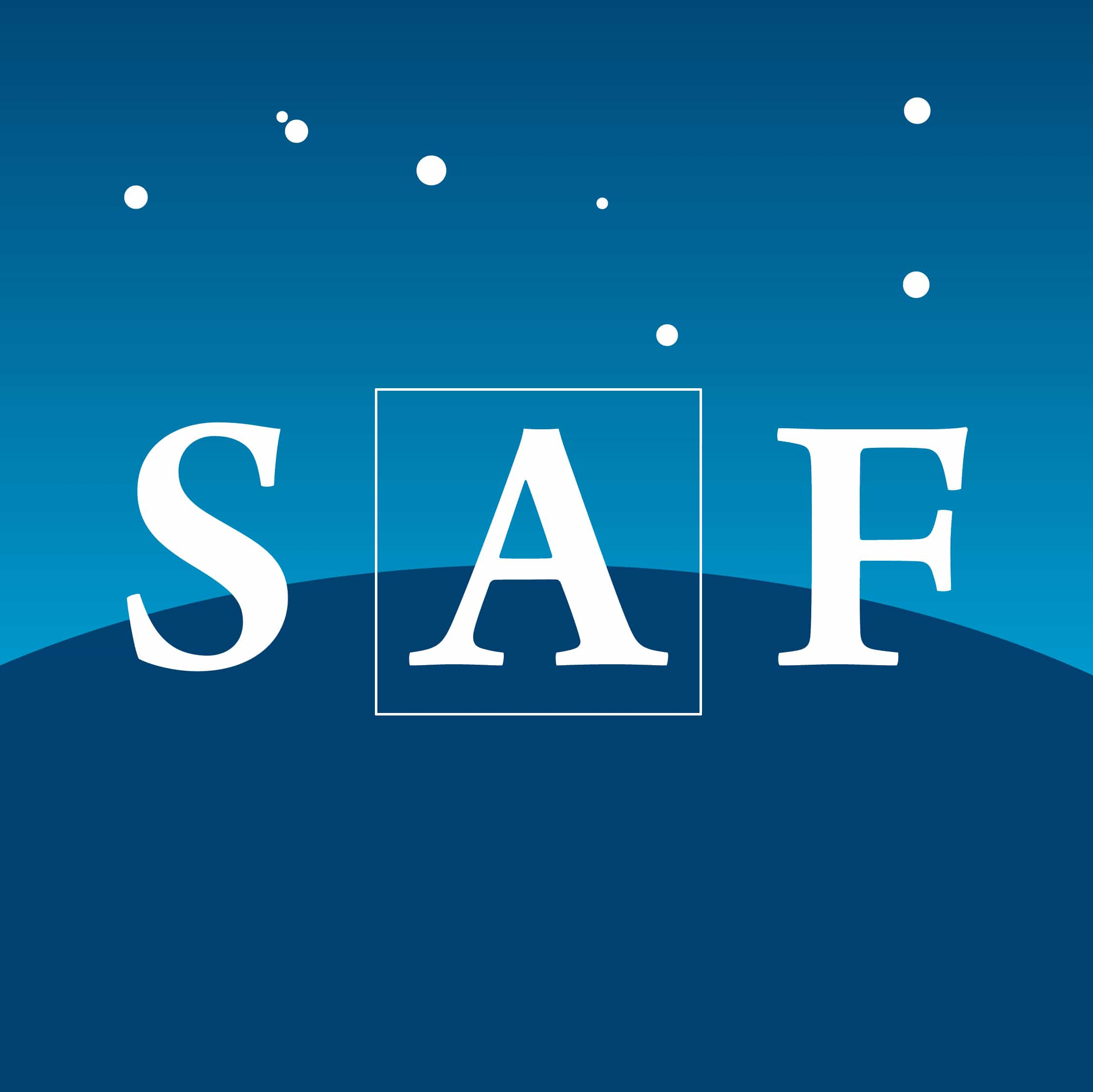
Société astronomique de France

Societatea Astronomică din Franța (în franceză: Société astronomique de France) sau SAF este o asociație recunoscută de utilitate publică. A fost fondată Camille Flammarion în 1887, cu scopul promovării, dezvoltării și practicii astronomiei. Asteroidul 4162 SAF a fost denumit în onoarea sa.

## Prezentare
Deschisă tuturor, ea difuzează revista l'Astronomie, revista Observations et Travaux, propune conferințe lunare, după-amiezi de inițiere în sediul său situat la 3, rue Beethoven, 75016 Paris. Ea a fost creată la 28, rue Serpente în Hôtel des sociétés savantes apoi găzduită pe rue Saint-Dominique, într-o sală a Maison de la Chimie. Ea numără 14 comisii specializate. Oferă posibilitatea descoperirii cerului în timpul unor evenimente astronomice spectaculoase, de sub cupola Observatorul Sorbonei de exemplu, în plin centrul Parisului. Are și un atelier de optică.
Vara organizează Rencontres Astro Ciel care permit pasionaților de astronomie (peste două sute) să se găsească timp de două sau trei sub cerul înstelat, în Haute Provence.

## Recompense
Asociația distribuie premii și recompense unora din membrii săi sau personalităților remarcate din lumea cercetării astrofizice.
O listă a principalelor premii este următoarea:
- Prix Jules-Janssen (în română: „Premiul Jules-Janssen”)  recompensează lucrările astronomice importante.
- Le Prix des Dames recompensează serviciile eminente aduse Societății.
- La Médaille Commémorative
- Le Prix Maurice BALLOT
- Le Prix Georges BIDAULT de l'ISLE
- Le Prix Henry REY
- Le Prix Gabrielle et Camille FLAMMARION
- Le Prix Dorothea KLUMPKE - Isaac ROBERTS, destinat să încurajeze studiul nebuloaselor întinse și difuze ale lui William Herschell, obiectele obscure ale lui Barnard sau norii cosmici ai lui R.P. Hagen.
- Le Prix Marcel MOYE este decernat unui membru al Societății care a realizat cele mai bune observații și fără să fi împlinit vârsta de 25 de ani.
- Le Prix Marius JACQUEMETTON
- Le Prix VIENNET - DAMIEN
- La Plaquette du Centenaire de Camille FLAMMARION
- Le Prix Julien SAGET recompensează amatorul care s-a făcut remarcat pentru lucrările de fotografie astronomică.
- Le Prix Edmond GIRARD
- Le Prix CAMUS - WAITZ
- Le Prix Marguerite CLERC
- La Médaille des anciens présidents
- La Médaille du Soixantenaire ; Fondation MANLEY - BENDALL

Un mare număr din aceste premii nu mai sunt decernate de mulți ani și nu au, aici, decât un interes istoric.